# Solanum albidum
Solanum albidum är en potatisväxtart som beskrevs av Michel Félix Dunal.
Solanum albidum ingår i släktet skattor som ingår i familjen potatisväxter. Inga underarter finns listade i Catalogue of Life.